# 群馬医療福祉大学短期大学部
群馬医療福祉大学短期大学部（ぐんまいりょうふくしだいがくたんきだいがくぶ、英語: Gunma University of Health and Welfare Two-year College Course）は、群馬県前橋市川曲町191-1に本部を置く日本の私立大学。1996年創立、1996年大学設置。

## 概観

### 大学全体
- 群馬県前橋市に所在した日本の私立短期大学で、設置主体は学校法人昌賢学園[2]。
- 1996年に群馬社会福祉短期大学として開学し、当初は1学科2専攻で入学総定員200名体制。
- 2002年度より1学科体制で入学総定員80名体制に縮小される。
- 2019年度より1学科と1専攻科体制となる。

### 教育および研究
- 介護福祉士養成を主眼とした教育が行われている。

### 学風および特色
- 大学と併設になっている関係上、教員も群馬医療福祉大学社会福祉学部との兼任者が多い。

## 沿革

### 年表
- 1994年
  - 5月23日 群馬社会福祉短期大学が平成8年度の開学を目指す計画を行う。なお、学科及び専攻は以下の通り。
    - 社会福祉専攻 入学総定員80名
    - 介護福祉専攻 入学総定員80名
    - 福祉心理専攻 入学総定員40名
- 1995年
  - 12月22日 左記を以て文部省[注 1]より短期大学の設置が認可される[注 2]。
- 1996年
  - 4月1日 群馬社会福祉短期大学（ぐんましゃかいふくしたんきだいがく）が以下の学科体制にて開学する。 
    - 社会福祉学科
      - 社会福祉専攻 入学定員120名[注 3]
      - 介護福祉専攻 入学定員80名

  - 5月1日 学生数[5]/定員
    - 社会福祉学科 249[注 4]/200
- 1999年
  - 4月1日 陽明学研究所を開設。
  - 5月1日 学生数[6]/定員
    - 社会福祉学科 465[注 5]/400
- 2000年 - 福祉研究センターを開設。
- 2002年
  - 4月1日 群馬社会福祉大学の設置に伴い、群馬社会福祉大学短期大学部と改称[7]。
  - 同 介護福祉専攻を介護福祉学科と改称[注 6]、なおかつ入学定員200→80名に減員[7]。
- 2010年
  - 4月1日 群馬医療福祉大学短期大学部へ改称[1]。
- 2019年
  - 4月1日 専攻科を設置[8]。

## 基礎データ

### 所在地
- 前橋キャンパス（群馬県前橋市川曲町191-1）

## 教育および研究

### 組織

#### 学科
- 医療福祉学科 入学定員80名
  - 介護福祉コース
  - 介護福祉実践コース
  - 福祉総合コース
  - 医療事務・秘書コース

##### 過去の学科体制[注 7]
- 社会福祉学科 
  - 社会福祉専攻 入学定員80名
  - 介護福祉専攻 入学定員120名

#### 専攻科
- 専攻科
  - 診療情報管理士教育

#### 別科
- なし

##### 取得資格について
資格
- 介護福祉士：医療福祉学科[注 8]
- 過去にあった社会福祉学科社会福祉専攻では社会福祉士基礎受験資格が得られるためのカリキュラムが設定されていた。

#### 附属機関
- 陽明学研究所
- 福祉研究センター
- ボランティアセンター

### 研究
- 『群馬社会福祉短期大学紀要』[10]
- 昌賢学園群馬社会福祉短期大学/編『研究紀要』[11]

## 学生生活

### 部活動・クラブ活動・サークル活動
- クラブ活動は大学との合同で、野球・サッカー・バスケットボール・ドッジボール・バドミントンなどの体育系クラブ、軽音楽・華道・茶道・吹奏楽などの文化系クラブがある。

### 学園祭
- 学園祭は毎年、概ね11月に行われている。

## 施設

### キャンパス
- 使用学科：医療福祉学科
- 交通アクセス：JR上越線井野駅（徒歩で約25分程度）
- 設備：1号館・2号館・3号館・実習棟・昌賢アリーナ ほか
- 本学は群馬医療福祉大学前橋キャンパス内に設置されている。キャンパス内には、同大学の社会福祉学部、医療技術学部も設置されている。

## 対外関係

### 系列校
- 群馬医療福祉大学
- 群馬医療福祉大学附属鈴蘭幼稚園
- 群馬社会福祉専門学校

## 卒業後の進路について

### 就職について
- 社会福祉学科
  - 社会福祉専攻：各種社会福祉施設に就職する人が多かったものとみられる。
  - 介護福祉専攻&介護福祉学科：特別養護老人ホームや老人保健施設など介護の専門職に就く人が多いものとなっている。

### 編入学・進学実績
- 社会福祉学科
  - 社会福祉専攻：東北福祉大学・淑徳大学ほか
  - 介護福祉専攻&介護福祉学科：群馬社会福祉大学のほかつくば国際大学・城西国際大学・駒澤大学などへの編入実績がある